# Marcel Ferraris
Pour les articles homonymes, voir Ferraris.
Marcel Ferraris est un homme politique français né le 29 décembre 1886 à Dole (Jura) et décédé le 25 septembre 1962 à Paris.

## Biographie
Peintre-décorateur à Dole, il est blessé et mutilé pendant la guerre. Il est député du Jura de 1919 à 1924, inscrit au groupe de l'Entente républicaine démocratique. Il intervient beaucoup sur les questions de pensions et la défense des mutilés de guerre.

## Distinctions
- Médaille militaire

## Sources
- « Marcel Ferraris », dans le Dictionnaire des parlementaires français (1889-1940), sous la direction de Jean Jolly, PUF, 1960 [détail de l’édition]